# Myriopholis ionidesi
Myriopholis ionidesi — вид змій родини струнких сліпунів (Leptotyphlopidae). Мешкає в Східній Африці.

## Поширення і екологія
Myriopholis ionidesi відомі з низки місцевостей, розташованих на південному сході Танзанії та на півночі Малаві і Мозамбіку. Вони живуть в лісистих саванах міомбо, на висоті до 130 м над рівнем моря. Ведуть риючий спосіб життя. Відкладають яйця.